# Le Comte de Monte-Cristo (pel·lícula de 1918)
 Le Comte de Monte-Cristo és una pel·lícula en vuit episodis, "novel·la-cinema" dirigida per Henri Pouctal per a Film d'art segons la novel·la d'Alexandre Dumas.
El primer episodi es va estrenar l'11 de gener de 1918 a París.

## Episodis
- Primera època : Edmond Dantès[2]
- Segona època : Le Trésor de Monte Cristo[3]
- Tercera època : Le Philanthrope[4]
- Quarta època : Simbad le marin[5]
- Cinquena època : La Conquête de Paris[6]
- Sisena època : Les Trois vengeances[7]
- Setena època : Les Derniers exploits de Caderousse[8]
- Vuitena època : Châtiments[9]

## Repartiment
- Léon Mathot : Dantès
- Alexandre Colas : Baron Danglars
- Albert Mayer : Villefort
- Jean Garat : Comte de Morcerf
- Nelly Cormon : Mercedes
- Joseph Boulle
- Claude Bénédict
- Max Charlier
- Gilbert Dalleu
- Simone Damaury
- Marc Gérard
- Madeleine Lyrisse
- Mireille Pilchard